# Palpomyia bispinosa
Palpomyia bispinosa är en tvåvingeart som beskrevs av Jean-Jacques Kieffer 1915. Palpomyia bispinosa ingår i släktet Palpomyia och familjen svidknott. Inga underarter finns listade i Catalogue of Life.